# Capraita pervittata
Capraita pervittata är en skalbaggsart som först beskrevs av Blake 1927.  Capraita pervittata ingår i släktet Capraita och familjen bladbaggar. Inga underarter finns listade i Catalogue of Life.